# リッキー・オルティス
リッキー・オルティス（Ricky Ortiz、1975年5月12日 - ）は、アメリカの男性プロレスラー。現在はインディー団体を中心に活動している。
本名はリチャード・ヤング（Richard Young）。プロレスラーとして活動する以前はXFL、NFL、CFL、AFLといった団体で活躍したアメリカンフットボール選手であった。

## 来歴
大学時代には22ゲームにライン・バッカーとして参加、177タックルをしている。卒業後にNFLのカンザスシティ・チーフスのトレーニング・キャンプに参加、シーズン中を練習チームで訓練を受けていた。翌年にCFLへ移りサスカチュワン・ラフライダーズでプレイをしている。2000年から2001年はAFLに移り、ミルウォーキー・ムスタングでフルバック、ラインバッカーのポジションでプレイをしていた。AFLから離れるとXFLのオーランド・レイジに参加するが、XFLは不評によりすぐに消滅している。XFL消滅後はジャクソンビル・ジャガーズのトレーニング・キャンプに参加するが選手に選ばれず、2002年にAFLに復帰してインディアナ・ファイヤーバーズに参加している。2年間インディアナ・ファイヤーバーズですごし、2004年にコロラド・クラッシュで2年間活動した2006年に引退をしている。

### WWE（2006-2009）
2006年後半にアトラス・ダボーン（Atlas DaBone）のリングネームでWWEの下部組織のOVWでデビューしている。ダボーンはマネージャーにアシュリー・マッサーロを加えるとメイン・ロスターとして期待されるようになった。2008年1月にマイク・ケリュエルに勝利してOVWタイトル・ナンバー・ワン・コンテンダーになるが3月に膝の靭帯を切断してしまう。4月にFCWに復帰している。7月になるとECWにアトラス・オルティス（Atlas Ortiz）のリングネームでデビュー、デビュー戦でアルマンド・エストラーダから勝利を収めている。翌週にタズとマイク・アダムルからリッキー・オルティス（Ricky Ortiz）と呼ばれるようになり、そのまま改名している。7月にラテン・アサシンのニックネームをもらっている。その後はチャボ・ゲレロやバン・ニーリィと対戦し、無敗を誇っていた。10月にはコフィ・キングストン、CMパンク、エヴァン・ボーンと組み、ジョン・モリソン、コーディ・ローデス、テッド・デビアス、ザ・ミズと対戦するが負けてしまい、ECWデビューからの無敗記録が途切れてしまう。11月にはジャック・スワガーにピンフォールを奪われてしまい、シングルの無敗記録も終了してしまう。
2009年4月になるとドラフトでスマックダウンに移籍をする。5月にオルティスはヒール・ターンし、デビュー戦でジェフ・ハーディーと対戦するが負けてしまう。8月にグレート・カリとスカッシュ・マッチを行った翌日にWWEから解雇されている。

### インディー団体（2009-現在）
WWEから解雇された翌週にはカルロス・コロン主宰のWWCにリングネームを変えずにそのまま参戦している。WWCのデビュー戦でシェーン・スーエルの持つWWCプエルトリコヘビー級王座に挑戦をするが獲得に失敗、試合後にスーエルに突っかかっている。2010年初頭にコンバット・チャンピオンシップ・レスリング（Combat Championship Wrestling）に参戦、ショーン・スピアーズとシン・ボーディと対戦をしている。また、フロリダに拠点を置くアイ・ビリーブ・イン・レスリング（I Believe in Wrestling）やWWAにも参戦するようになった。2011年1月にヴィンテージ・プロ・レスリング（Vintage Pro Wrestling）にスコット・ホールと共に参戦、ウルフパックのテーマ曲で入場している。6月上旬にヒップ・ホップとレスリングがコラボしたアーバン・レスリング・フェデレーション（Urban Wrestling Federation）に参加する事が発表され、旗揚げ戦となるFirst Bloodに登場している。

## 私生活
2015年7月、元WWEディーバのレイラと婚約した。

## 得意技
ビッグ・O
ランニング式シャンピング・スプラッシュ。現在のフィニッシュ技。
- ドロップキック
- 変形サイド・スラム

## 獲得タイトル
IWA Florida
IWA Floridaタッグチーム王座 :1回（w/リコ・サーブ）